# Arne Borg
Arne Borg   (Sankt Nikolai församling, 18 d'agost de 1901 - Vallentuna, 6 de novembre de 1987) va ser un nedador suec que va disputar tres edicions dels Jocs Olímpics durant la dècada de 1920. Era el germà bessó d'Åke Borg.
El 1920, a Anvers, va disputar tres proves del programa de natació. Destaca la quarta posició en el 4x200 metres lliures, mentre en les altres dues quedà eliminat en sèries. El 1924, a París, va disputar quatre proves del programa de natació. Va guanyar la de plata en els 400 metres lliures i 1.500 metres lliures i la de bronze en els 4x200 metres lliures, on va fer equip amb Åke Borg, Thor Henning, Gösta Persson, Orvar Trolle i Orvar Trolle. En els 100 metres lliures fou quart. El 1928, a Amsterdam, va disputar tres proves del programa de natació. Guanyà la medalla d'or en els 1.500 metres lliures i la de bronze en els 400 metres lliures, mentre en els 4x200 metres lliures fou cinquè.
En el seu palmarès també destaquen vuit medalles als Campionats d'Europa de natació, cinc d'or, dues de plata i una de bronze entre les edicions de 1926 i 1927.